# Тревисан де Сен-Леон, Витторе
Витторе Бенедетто Антонио, граф Тревисан де Сен-Леон (итал. Vittore Benedetto Antonio Trevisan de Saint-Léon; 5 июня 1818, Падуя — 8 апреля 1897, Милан) — итальянский ботаник.

## Биография
Витторе Тревисан де Сен-Леон родился 5 июня 1818 года в Падуе.
Тревисан был специалистом по тайнобрачным растениям, больше всего он интересовался альгологией. Он собрал обширнейший гербарий, содержавший более миллиона образцов, представлявших около 22 тысяч видов растений и грибов.
Граф Витторе Бенедетто Тревисан скончался 8 апреля 1897 года в Милане.
Основной гербарий Тревисана, был продан в 1897 году. Вероятно, почти весь он оказался в Ботанических институте и садах Университета Генуи (GE), и был уничтожен во время Второй мировой войны. Часть образцов грибов сохранилась в Падуанском университете (PAD), мхи — в Университете Павии (PAV). Несколько образцов Тревисана также имеются в Гарвардском университете (FH), Хельсинкском университете (H), Ботанических садах Кью (K), Лейденском университете (L), Мюнхенском ботаническом музее (M), Уппсальском университете (UPS), Венецианском и Венском музеях естественной истории (W). Большая часть писем Тревисана хранится в Женевском ботаническом саду (G).

## Некоторые научные работы
- Trevisan, V. (1840). Enumeratio stirpium cryptogamicarum. 39 p.
- Trevisan, V. (1842). Prospetto della flora Euganea. 67 p.
- Trevisan, V. (1845). Nomenclator algarum. 80 p.
- Trevisan, V. (1848). Saggio di una monografia delle alghe Coccotalle. 112 p.
- Trevisan, V. (1853). Spighe e paglie. 64 p.
- Trevisan, V. (1874). Sylloge Sporophytarum Italiae. Atti della Societa Italiana di Scienze Naturali 17 (2): 213—258.
- Trevisan, V. (1877). Schema di una nuova classificazione delle epatiche. Memorie dell Reale Istituto Lombardo di Scienze ser. 3 4: 383—451.
- Trevisan, V.; De Toni, G.B. Schizomycetaceae in Saccardo, P.A. (1889). Sylloge fungorum 8.

## Роды и виды, названные в честь В. Тревисана
- †Trevisania Zigno, 1856
- Lecanora trevisanii A.Massal., 1856
- Psora trevisanii Hepp, 1853 [syn.  Rinodina pinicola (Ach.) Zahlbr., 1931]